# 샤를 도를레앙 (1459년)
샤를 도를레앙(Charles d'Orléans, 1459년 ~ 1496년 1월 1일)은 장 2세 당굴렘 백작과 마르그리트 드 로앙(Marguerite de Rohan)의 아들이며, 1467년부터-1496년까지 앙굴렘의 백작이다. 샤를은 샤를 5세의 아들 오를레앙 공작 루이 1세 드 발루아의 후손들인 오를레앙 가문 출신이다.
1488년 2월 16일에 떠돌이공 필리포 2세와 마르그리트 드 부르봉의 딸인 11세의 루이사 디 사보이아와 혼인했다. 그들은 두 명의 자식을 두었다:
- 마르그리트 당굴렘 (1492년 4월 11일 – 1549년 12월 21일)[3]
- 프랑수아 당굴렘 (1494년 9월 12일 – 1547년 3월 31일) - 미래에 프랑수아 1세로서 프랑스의 군주가 되었다.[4]

샤를은 또한 정부인 앙투아네트 드 폴리냐크(Antoinette de Polignac)와 아내의 시녀 담 드 콩브롱드(Dame de Combronde) 사이에서 두 명의 사생아들을 가졌다:
- 잔 당굴렘 (1490년 경 – 1531/1538년 이후)[4] - 말리코른의 영주 장 오뱅(Jean Aubin)과 첫 결혼을 했고, 파뉘의 남작인 장 4세 드 롱위(Jean IV de Longwy)와 재혼하여 딸 3명을 낳았다. 이 중에 막내인 자클린 드 롱위 (1561년 8월 28일 사망)는 몽팡시에 공작 루이 3세 드 몽팡시에와 혼인했다.
- 마들렌 당굴렘(Madeleine d'Angoulême, 1543년 10월 26일 사망)[4] - 퐁트브로 수도원장

그는 또한 잔 르 콩트(Jeanne Le Conte)라는 정부 사이에서도 사생녀를 가졌다:
- 수브렌 당굴렘(Souveraine d'Angoulême, 1551년 2월 23일 사망)[4] - 실리의 영주 미셸 3세 드 가이야르(Michel III de Gaillard)와 혼인했다. 1534년 카스티용의 영주인 프랑스의 대사 루이 드 페로(Perreau)와 재혼했다.